# Златна боја
Златна боја је жуто-наранџаста боја која репрезентује боју хемијског елемента злато.